# Grünauer Teich

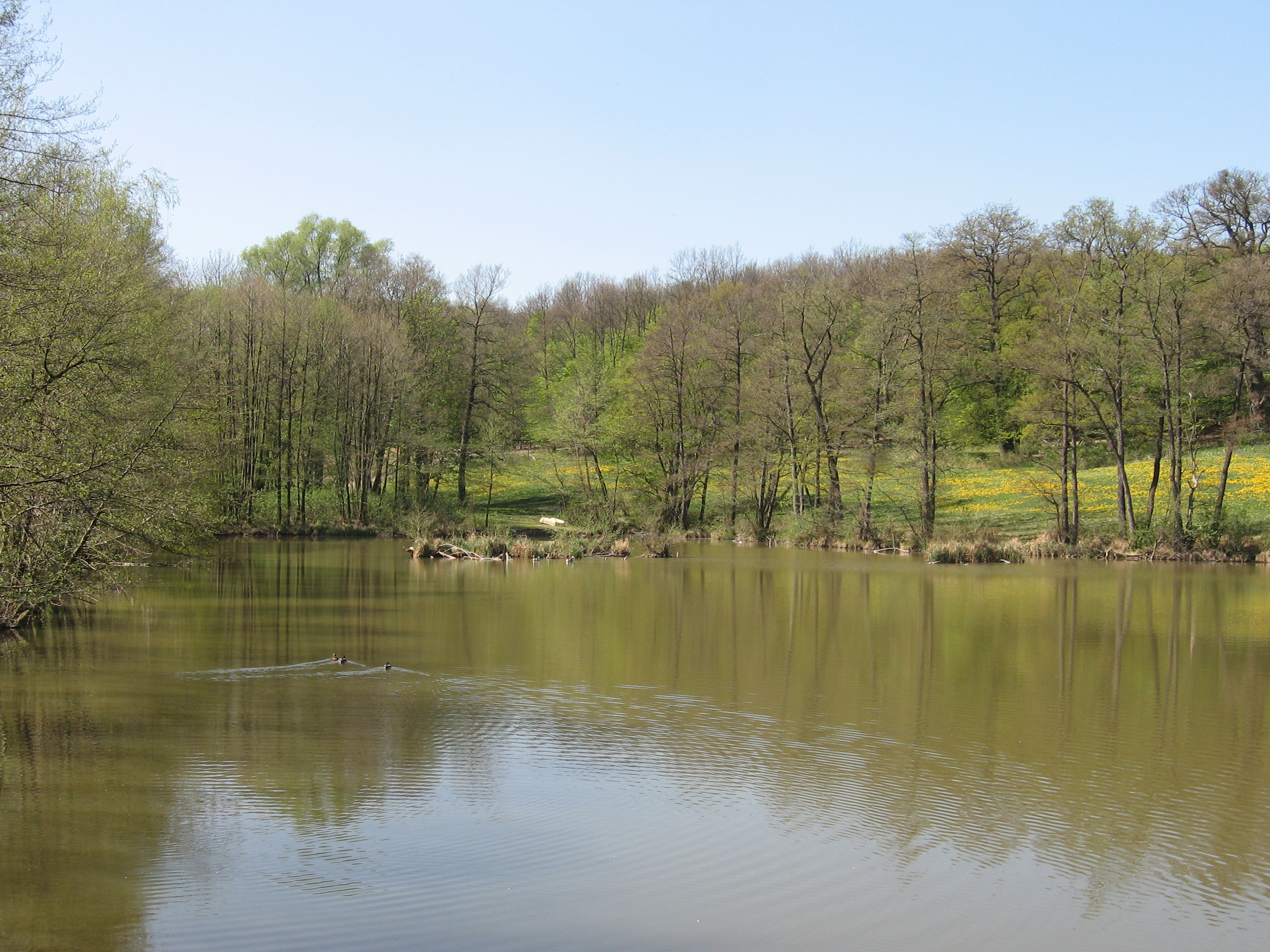
Der Grünauer Teich

Der Grünauer Teich ist ein künstlich angelegtes Gewässer mit einer Fläche von 7785 m² im Naturschutzgebiet Lainzer Tiergarten. Er befindet sich im  13. Wiener Gemeindebezirk Hietzing, zwischen dem Pulverstampftor und dem Nikolaitor.

## Geschichte
Die Anlage des Teiches erfolgte im 18. Jahrhundert, um den Wasserbedarf des Wildes im Tiergarten auch während der Sommermonate zu decken. Hierzu wurde der Grünauer Bach aufgestaut. Durch den porösen Untergrund waren laufend Reparaturen und Abdichtungsarbeiten notwendig. Nachdem im Jahr 1809 der Eisdruck das Wehr des Teiches zerstört hatte und Uferabbrüche sowie Dammbrüche laufend weitere teure Sanierungsmaßnahmen erforderten, stand die Notwendigkeit der Anlage in Frage. Im Jahr 1835 wurden trotzdem die Ufer mit Pflastersteinen befestigt. Durch den Verkauf des Eises im Winter an Fleischer und die Hütteldorfer Brauerei konnten die Kosten der Uferbefestigung in der Folge amortisiert werden.
Zwischen den beiden Weltkriegen wurde der Teich zum Baden und Kahnfahren öffentlich freigegeben. Das Angebot wurde jedoch nur in geringem Umfang angenommen.
Versuche, den Teich zur Krebs- und Karpfenzucht zu nutzen, waren nur in geringem Maße erfolgreich. Nach dem Ende der kommerziellen Nutzung konnte sich der Teich naturnah entwickeln. Nachdem der zwischenzeitlich stark verschlammte Teich im Jahr 1990 ausgebaggert wurde, bietet er heute als naturnahes Gewässer einen vielfältigen Lebensraum für verschiedene Fische, insbesondere Karpfen, Rotauge und Rotfeder sowie Hecht, und Amphibien, vor allem Erdkröten, Krebse und Wasservögel und sogar einen Biber.

## Gewässergüte
Das Gewässer ist eutroph und weist Badewasserqualität auf. Jedoch ist aus Gründen des Naturschutzes das Baden verboten.